# Crime na rua Marszałkowska 111

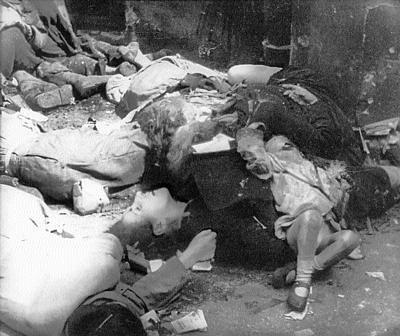
O fotograma do cine-jornal da revolta, que mostra as vítimas da execução na rua Marszałkowska 111

O crime na rua Marszałkowska 111- um crime contra a população civil de Śródmieście Północne de Varsóvia, cometido por alemães durante a revolta de Varsóvia. Em 3 de agosto de 1944 perto da hospedaria “Pod Światełkami” a tripulação dum carro blindado alemão fuzilou cerca de 30-40 civís poloneses- moradores dosedifícios na rua Marszałkowska comnúmeros: 109, 111, 113.

## O desenvolvimento do massacre
Nos pimeiros dias de agosto de 1944 num trecho da rua Marszałkowska (que foi fechado por rua Chmielna e Złota) não teve lugar nenhuma luta de revolta mais avançada. Em 3 de agosto cerca das 11h00 apareceu nesse território um carro blindado de alemães, que vindo por rua rua Marszałkowska na direção norte,bombardeava as casas que passava. O carro de qualsaiu um grupo pequeno de soldados, parou em frente do edifício com número 113. Os soldados entraram no pátiodo edifíciocom número 113 e depois passaram para o edifício com número 111. Segundo o relato dum morador do edifício- Piotr Grzywacz a tropa foi composta por um alemão e oitos ucranianos vestridos em uniformes de SS. No entanto num despacho de comandante da (área de Varsóvia do Exército Clandestino Polaco) -Albin Skroczyński chamado “Łaszcz” foi escrito sobre seis soldados, em maioria ucranianos (o despacho com número 5 sobre as repressões de alemães contra a população civil do terreno de Aleje Jerozolimskie, 4 de agosto de 1944).
Os soldados de SS mandaram aos moradores para sairem no pátio (o mando foi dito em polonês, alemão e russo e dirigido para 40 pessoas). Os soldados juntaram os moradores em frente da hospedaria “Pod Światełkami” e fuzilaram de metralhadoras. Não se sabe quantas pessoas foram assassinadas. No despacho de Skroczyński foi escrito sobre 20-30 pessoas, mas no despacho de Grzywacz sobre 37 pessoas. Do outro lado os autores dum estudo „Powstanie Warszawskie – rejestr miejsc i faktów zbrodni” (“A Revolta de Varsóvia- um registo de lugares e fatos do crime”) - Maja Motyl e Stanisław Rutkowski escreveram no seu trabalho sobre 44 pessoas. As vítimas do crime foram os moradores dos prédios com números 109, 111, 113 na rua Marszałkowska. Entre as vítimas foram as mulheres e crianças.

## Epílogo
Depois do crime a subdivisão alemã tentava sair do edifício, mas o bombardeamento, que foi levado do edifício do hotel "Metropol"  (rua Marszałkowska a esquina da rua Złota) impossibilitou a saída. Em consequência os alemães ficavam no edifício durante as próximas 24 horas. Em 4 de agosto a unidade de assalto da divisão da área de Varsóvia do Exército Clandestino Polaco invadiu o edifício, levaram dois ucranianos como prisioneiros e assassinaram o resto de soldados de SS durante a luta. Os ucranianos admitiram o crime de assassínio de civis, considerando que cumpriram somente o ordem do seu comandante- o alemão. Após a audição os dois foram assassinados.

## Comentários
1. ↑  O prédio que atualmente não existe foi situado no cruzamento da rua Marszałkowska com rua Chmielna- no território do atual Plac Defilad.
2. ↑  Os colaboradores dos formações do leste que pacificaram Varsóvia foram chamados por varsovianos "Ukrainiec" ou "Kałmuk", esses termos aparecem em muitas vezes nos relatos de memória. Esse fato é o resultado de impressões de poloneses das informações sobre os crimes que foram cometidos por nacionalistas ucranianos no território de Kresy. Na verdade as unidades impenetráveis ucranianas não participavam nas lutas de insurreição, por isso é difícil definir qual foi a nacionalidade dos colaboradores. Nesse caso poderiam ser ucranianos do destacamento auxiliar de SS, que acantonaram na avenida de Jan Chrystian Szuch. Olha: Ludność cywilna w powstaniu warszawskim tom II Archiwalia, op.cit., p. 46-47.
3. ↑  Testemunha- Piotr Grzywacz considerou que  na luta foram assassinados dois insurretos, mas essas informações não existem no registo de „Łaszcz".